# Buschhof (Schwarz)
Buschhof ist ein Ortsteil der Gemeinde Schwarz des Amtes Röbel-Müritz im Landkreis Mecklenburgische Seenplatte in Mecklenburg-Vorpommern.

## Geschichte
Der kleine Ort, ganz im Westen des heutigen Gemeindegebietes gelegen, wurde im Jahre 1816 erstmals urkundlich erwähnt. Zu dieser Zeit gab es hier eine Brennerei und eine Schule.
In den Jahren 1912–1941 war das Dorf oder Teile davon im Besitz des Adelsgeschlechtes Pentz. Noch heute findet sich in der Wittstocker Straße 9 eine unter Denkmalschutz stehende Gutsanlage mit Gutshaus.
Die ehemals eigenständige Gemeinde Buschhof wurde am 15. Juni 1965 nach Schwarz eingemeindet.
In neuerer Zeit erlangte das Dorf insbesondere unter Geologen eine überregionale Bedeutung. Eine hier in den Jahren 1974 bis 1977 vorgenommene Tiefbohrung mit der Bezeichnung Mirow 1/74 stieß bis auf eine Tiefe von insgesamt 8008,6 Metern vor. Durch diese für damalige Zeiten tiefste Bohrung in Europa konnten hier alle geologischen Schichten bis vor etwa 240 Mio. Jahren nachgewiesen werden.
Durch die Ortschaft führt heute die Eiszeitroute Mecklenburgische Seenplatte.

## Verkehr

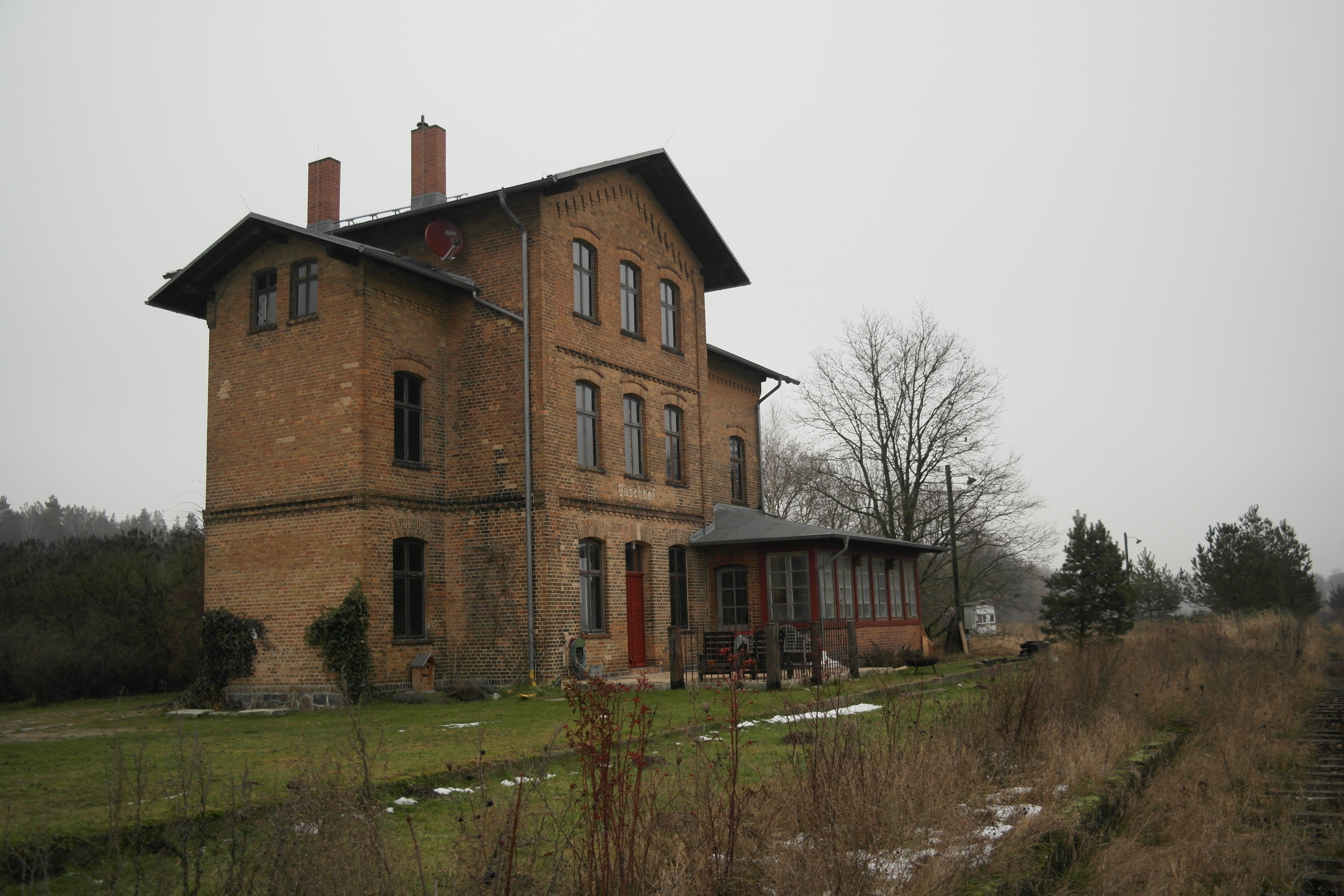
Bahnhof Buschhof – heute privat genutzt

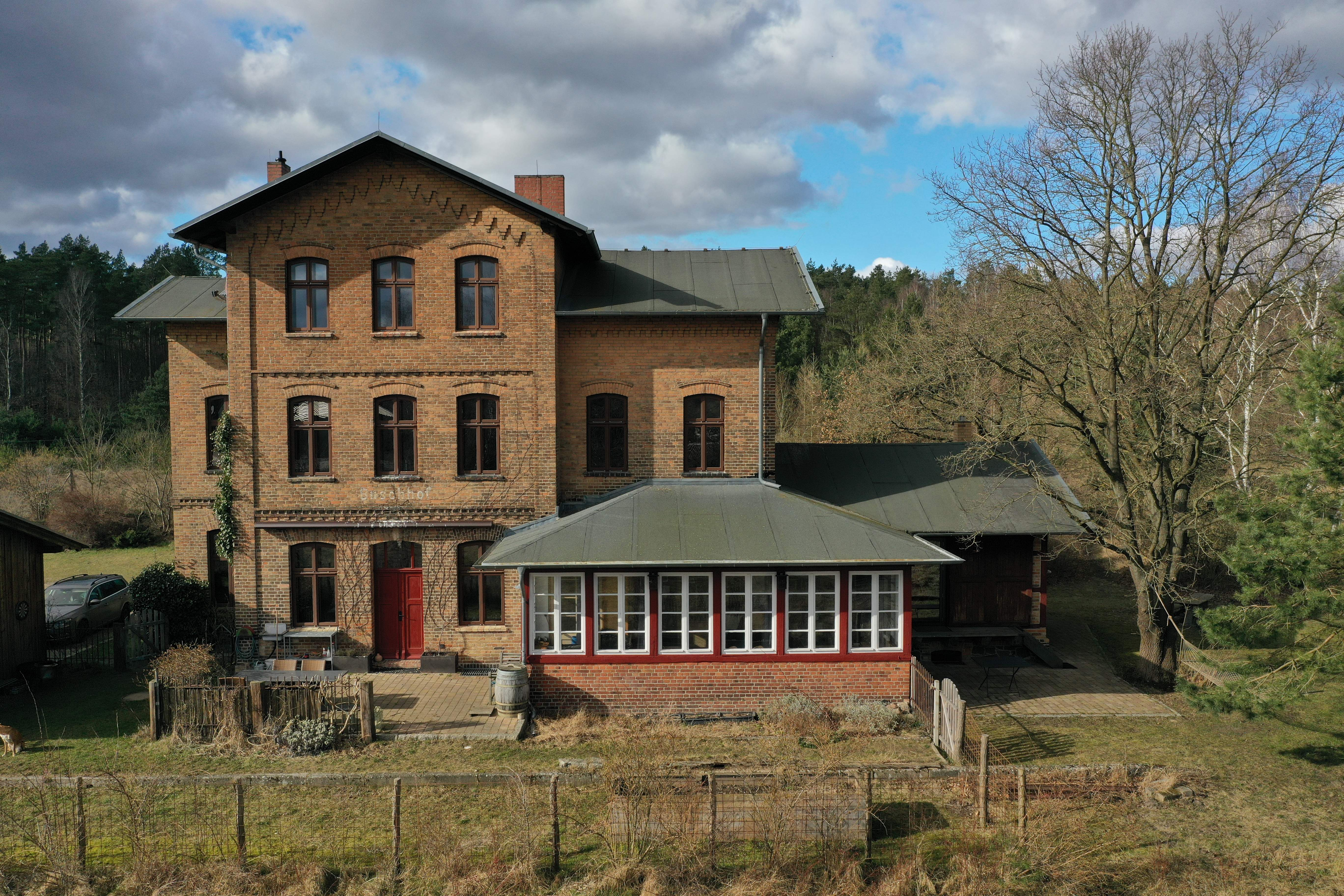
Ehemaliges Bahnhofs-Empfangsgebäude in Buschhof

Die Landesstraße L 25 verläuft, von der Landesgrenze zu Brandenburg im Süden kommend, vom Ort aus in Richtung Osten zum vier Kilometer entfernten Hauptort Schwarz.
Buschhof liegt an der Bahnstrecke Wittenberge–Strasburg. Allerdings herrscht hier seit geraumer Zeit keinerlei Eisenbahnverkehr mehr, da der Streckenabschnitt zwischen Wittstock/Dosse und Mirow bereits 1998 stillgelegt worden ist. Das ehemalige und heute denkmalgeschützte Bahnhof Empfangsgebäude aus dem Jahre 1895 wurde im Januar 2004 veräußert und konnte so einer neuen Nutzung zugeführt werden.